# Astérix
Astérix là một loạt truyện tranh Pháp-Bỉ đăng dài kì trên tạp chí thiếu nhi do nhóm tác giả René Goscinny và Albert Uderzo khởi xướng từ năm 1959 tới nay. Loạt truyện tranh xuất hiện lần đầu tiên trên tạp chí truyện tranh Pháp-Bỉ Pilote vào ngày 29 tháng 10 năm 1959. Vào năm 2012, 34 tập đã được phát hành. Ngoài ra tác phẩm cũng được chuyển thể thành nhiều bộ phim.

## Lịch sử
Astérix (ban đầu được đặt là Astérix người Gaulois / Astérix le Gaulois) được đăng kí bảo hộ bản quyền tại cả Pháp và Bỉ, lấy bối cảnh năm 50 trước Công nguyên trong thời Caesar. Trong lúc các tù trưởng rợ đua nhau hàng phục Đế quốc La Mã, thì ở cực Tây, khoảng vùng Normandie có một làng Gaulois vẫn không chịu khuất phục.
Nhằm giữ làng trước sức áp đảo của hàng vạn quân La Mã, thầy phù thủy Panoramix đã chế ra một thứ thần dược mà chỉ uống một ngụm thôi, người Gaulois trở nên khỏe vô địch.
Nhưng ngoại trừ Obélix bị cấm tiệt vì hồi nhỏ đã ngã vào nồi thuốc, thì có chàng Astérix thông minh và chú chó Idéfix láu lỉnh. Bộ ba liên tục gây sóng gió cho quân đoàn La Mã, đôi khi còn giúp dân làng làm những việc kinh thiên động địa.
Chất liệu tạo nên nhân vật và nội dung các tập Astérix khá giống Lucky Luke, đấy là những con người và sự kiện nóng hổi tại Âu châu nửa sau thế kỷ XX.

## Danh sách các tập truyện
Các số 1–24, 32 và 34 là của Goscinny và Uderzo. Các số 25–31 và 33 là của riêng Uderzo. Các số 35–39 là của Jean-Yves Ferri và Didier Conrad. Số năm được nêu là thời gian phát hành album đầu tiên của họ.
1. Astérix người Gaulois (1961)[3][4]
2. Chiếc liềm vàng (1962)[3][5]
3. Astérix và người Goth (1963)[3][6]
4. Đấu sĩ Astérix (1964)[3][7]
5. Chuyến đi vòng quanh xứ Gaule của Astérix (1965)[3][8]
6. Astérix và Nữ hoàng Cléopâtre (1965)[3][9]
7. Cuộc đấu của những thủ lĩnh (1966)[3][10]
8. Astérix ở chỗ người Breton (1966)[3][11]
9. Astérix và người Normand (1967)[3][12]
10. Astérix làm lính La Mã (1967)[3][13]
11. Astérix and the Chieftain's Shield (1967)[3][14]
12. Astérix at the Olympic Games (1968)[3][15]
13. Astérix and the Cauldron (1969)[3][16]
14. Astérix in Spain (1969)[3][17]
15. Astérix and the Roman Agent (1970)[3][18]
16. Astérix in Switzerland (1970)[3][19]
17. Vùng đất thần thánh (1971)[3][20]
18. Astérix and the Laurel Wreath (1972)[3][21]
19. Astérix and the Soothsayer (1972)[3][22]
20. Astérix in Corsica (1973)[3][23]
21. Astérix and Caesar's Gift (1974)[3][24]
22. Astérix and the Great Crossing (1975)[3][25]
23. Obélix và Co. (1976)[3][26]
24. Astérix in Belgium (1979)[3][27]
25. Astérix and the Great Divide (1980)[3][28]
26. Astérix and the Black Gold (1981)[3][29]
27. Astérix and Son (1983)[3][30]
28. Astérix and the Magic Carpet (1987)[3][31]
29. Astérix and the Secret Weapon (1991)[3][32]
30. Astérix và Obélix All at Sea (1996)[33]
31. Astérix and the Actress (2001)[34]
32. Astérix and the Class Act (2003)[35]
33. Astérix and the Falling Sky (2005)[36]
34. Astérix và Obélix's Birthday: The Golden Book (2009)[37][38]
35. Astérix and the Picts (2013)[39]
36. Astérix and the Missing Scroll (2015)[40]
37. Astérix and the Chariot Race (2017)[41]
38. Astérix and the Chieftain's Daughter (2019)[42]
39. Astérix and the Griffin (2021)[43]
40. Astérix and the White Iris (2023)[44]

- Non-canonical volumes:
  - Astérix Conquers Rome, là tập thứ 23, trước Obelix and Co. (1976) – truyện tranh
  - How Obelix Fell into the Magic Potion When he was a Little Boy (1989) – album đặc biệt
  - Uderzo Croqué par ses Amis (Uderzo sketched by his friends) (1996) – album tưởng nhớ của nhiều họa sĩ khác nhau
  - The Twelve Tasks of Astérix (2016)[45] – album số đặc biệt, văn bản minh họa

Astérix Conquers Rome là bộ phim chuyển thể từ truyện tranh của bộ phim hoạt hình The Twelve Tasks of Astérix. Nó được phát hành vào năm 1976 và là tập thứ 23 được xuất bản, nhưng nó hiếm khi được tái bản và không được coi là kinh điển của bộ truyện. Bản dịch tiếng Anh duy nhất từng được xuất bản là trong Asterix Annual 1980 và chưa bao giờ là một tập độc lập bằng tiếng Anh. Một phiên bản sách tranh của cùng một câu chuyện đã được Hodder & Stoughton xuất bản bằng bản dịch tiếng Anh với tên gọi The Twelve Tasks of Astérix bởi Hodder & Stoughton vào năm 1978.
Năm 1996, một album tưởng nhớ Albert Uderzo đã được phát hành có tựa đề Uderzo Croqué par ses Amis (Uderzo do bạn bè phác họa), có một tập gồm 21 truyện ngắn với kể về Uderzo ở xứ Gaule cổ đại. Tập này được xuất bản bởi Soleil Productions và chưa được dịch sang tiếng Việt.
Năm 2007, Éditions Albert René đã phát hành một tập truyện tưởng nhớ có tựa đề Astérix et ses Amis (Astérix và những người bạn), nhiều tập truyện ngắn dài từ một đến bốn trang trong tổng số 60 trang. Đó là lời tri ân dành cho Albert Uderzo nhân dịp sinh nhật lần thứ 80 của ông bởi 34 họa sĩ truyện tranh châu Âu. Tập sách đã được dịch sang chín thứ tiếng.
Năm 2016, nhà xuất bản người Pháp Hachette cùng với Anne Goscinny và Albert Uderzo đã quyết định thực hiện album đặc biệt The XII Tasks of Astérix (XII nhiệm vụ của Astérix) nhân kỷ niệm 40 năm bộ phim The Twelve Tasks of Astérix (Mười hai nhiệm vụ của Astérix).

## Ảnh hưởng
- Astérix publications in Pilote BDoubliées (bằng tiếng Pháp)
- Astérix albums Bedetheque (bằng tiếng Pháp)

## Hình ảnh

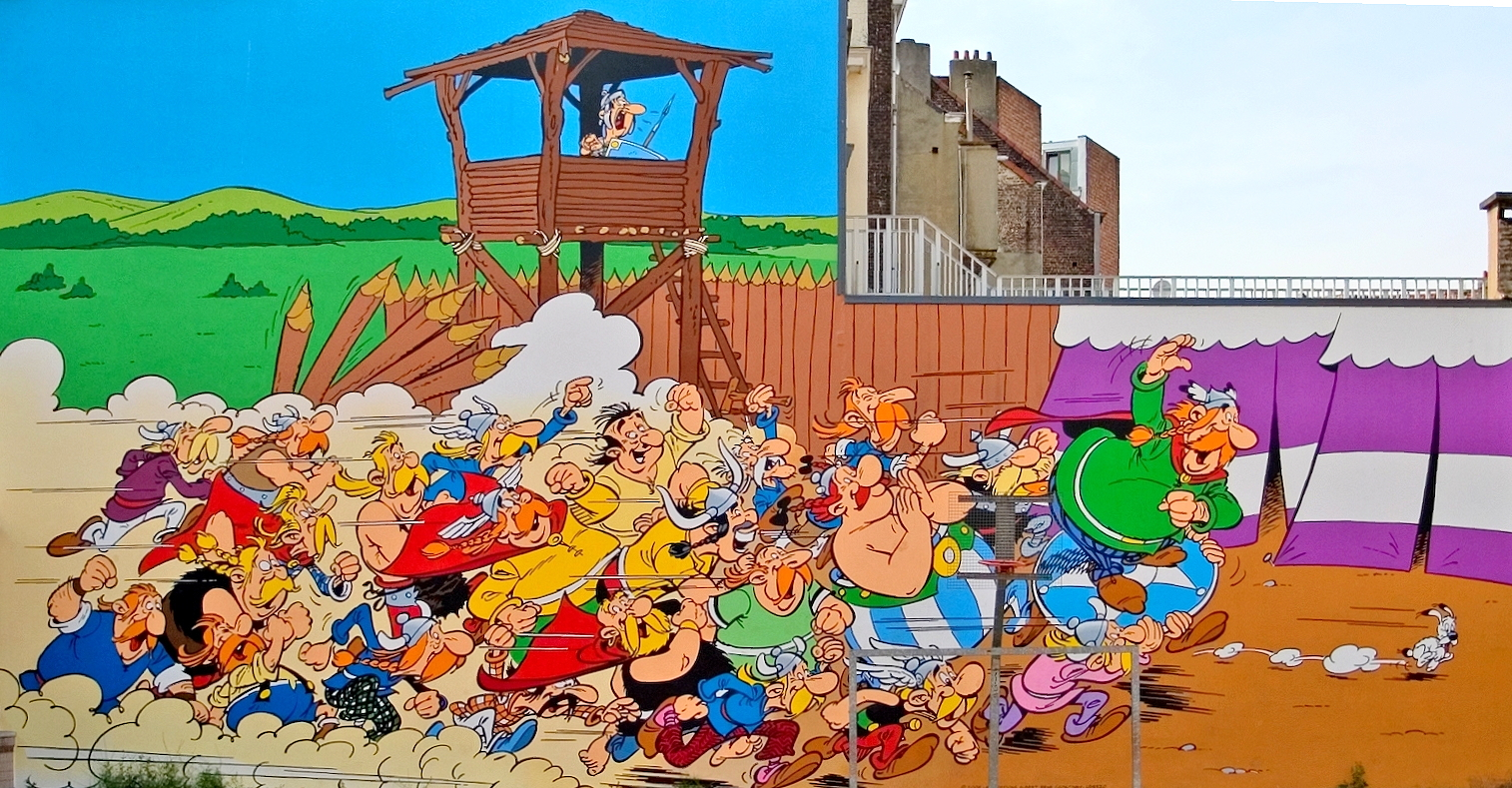
Hệ thống nhân vật thường kì trong Astérix
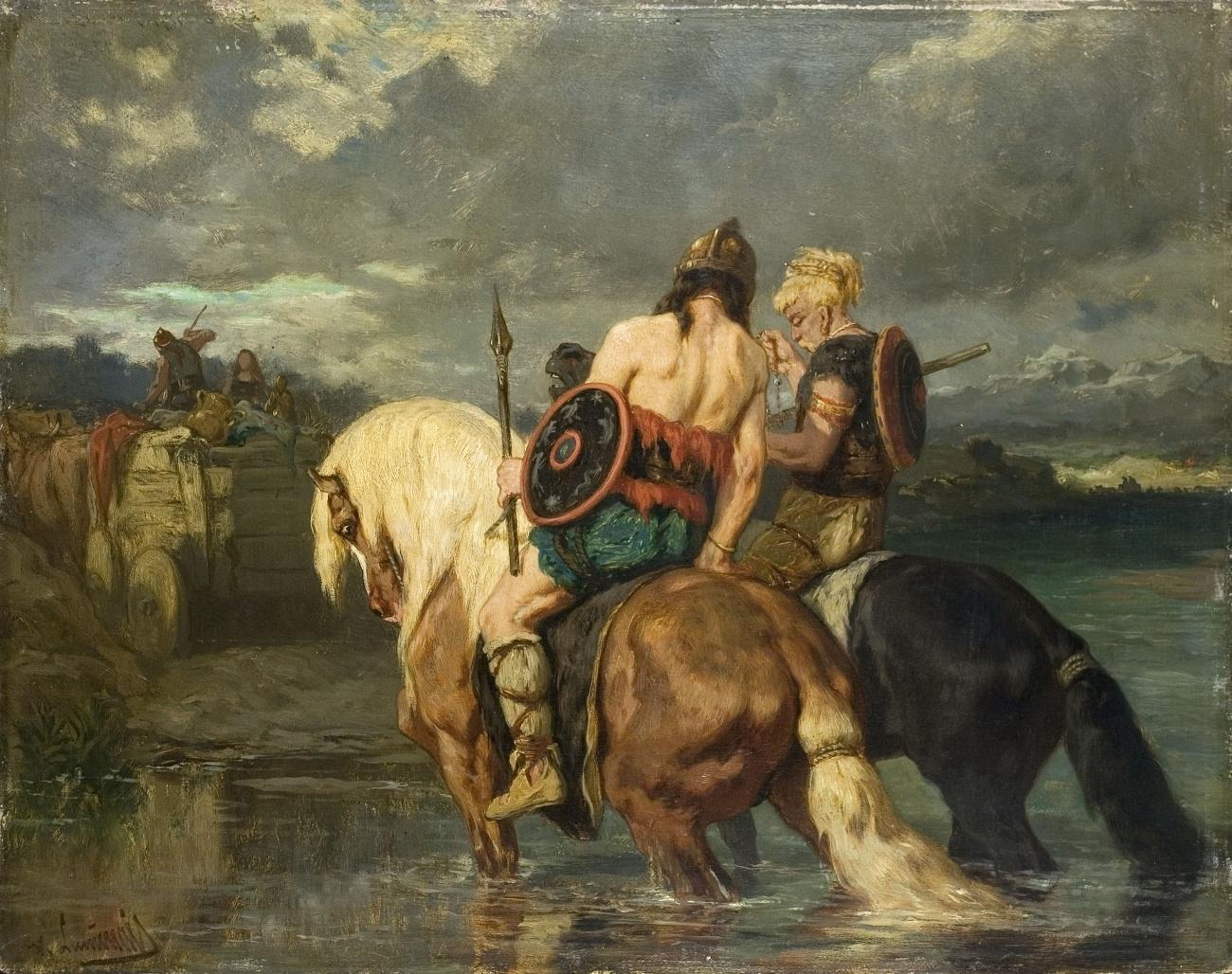
Tác phẩm của danh họa Évariste Vital Luminais (1821 - 1896) được dùng làm chất liệu tạo hình Astérix và Obélix
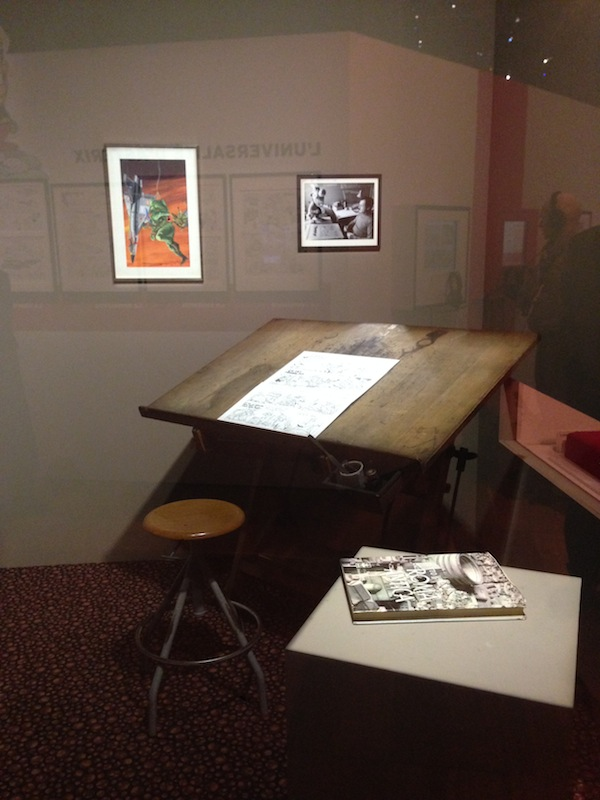
Bàn làm việc...
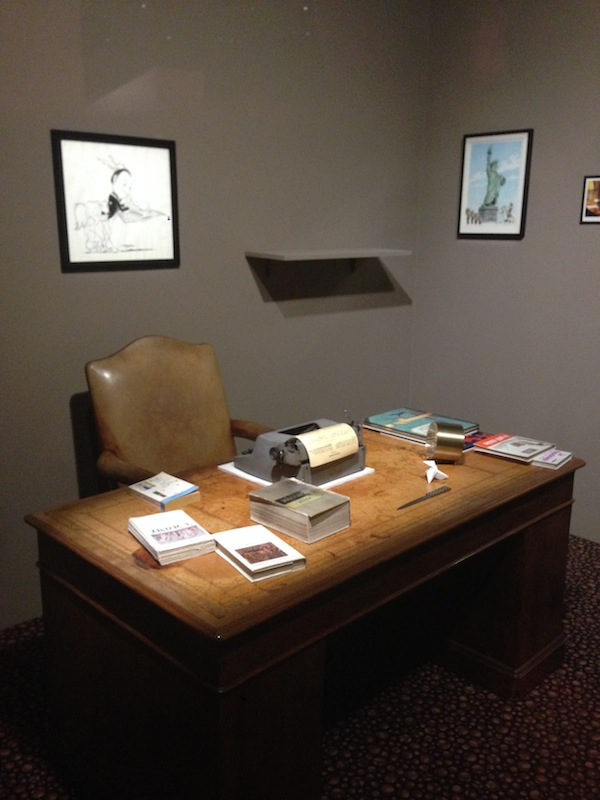
... của tác giả Albert Uderzo